# Pseudoclasseya inopinata
Pseudoclasseya inopinata är en fjärilsart som beskrevs av Bassi 1989. Pseudoclasseya inopinata ingår i släktet Pseudoclasseya och familjen Crambidae. Inga underarter finns listade i Catalogue of Life.